# Patinaj viteză la Jocurile Olimpice de iarnă din 1924 - General (masculin)
Proba de patinaj viteză general masculin a făcut parte din programul de patinaj viteză de la Jocurile Olimpice de iarnă din 1924. A fost un eveniment combinat al tuturor celor patru probe, care s-au desfășurat sâmbătă, 26 ianuarie 1924 și duminică, 27 ianuarie 1924. A fost singura dată când s-au acordat medalii la general. Unsprezece patinatori din cinci națiuni au concurat în toate cele patru evenimente individuale.

## Calcularea punctelor
Clasamentul a fost stabilit pe baza punctelor primite în funcție de locul ocupat pe distanțele din probele individuale, dar ținând cont doar de rezultatele patinatorilor care au terminat toate cele patru probe.

## Rezultate
| Loc | Sportiv                | Puncte | Scor                            | 500 m                           | 1.500 m                         | 5.000 m                         | 10.000 m                        |
| --- | ---------------------- | ------ | ------------------------------- | ------------------------------- | ------------------------------- | ------------------------------- | ------------------------------- |
| 1   | Clas Thunberg (FIN)    | 5,5    | 198,023                         | 1,5                             | 1                               | 1                               | 2                               |
| 2   | Roald Larsen (NOR)     | 9,5    | 199,763                         | 1,5                             | 2                               | 3                               | 3                               |
| 3   | Julius Skutnabb (FIN)  | 11     | 202,347                         | 4                               | 4                               | 2                               | 1                               |
| 4   | Harald Strøm (NOR)     | 17     | 203,657                         | 3                               | 5                               | 5                               | 4                               |
| 5   | Sigurd Moen (NOR)      | 17     | 203,783                         | 5                               | 3                               | 4                               | 5                               |
| 6   | Léonhard Quaglia (FRA) | 25     | 210,843                         | 6                               | 7                               | 6                               | 6                               |
| 7   | Alberts Rumba (LAT)    | 27     | 212,637                         | 7                               | 6                               | 7                               | 7                               |
| 8   | Leon Jucewicz (POL)    | 32     | 226,400                         | 8                               | 8                               | 8                               | 8                               |
| 9   | André Gegout (FRA)     | 36     | 236,023                         | 9                               | 9                               | 9                               | 9                               |
| –   | Asser Wallenius (FIN)  | NT     | Nu a terminat cursa de 1.500 m  | Nu a terminat cursa de 1.500 m  | Nu a terminat cursa de 1.500 m  | Nu a terminat cursa de 1.500 m  | Nu a terminat cursa de 1.500 m  |
| –   | George de Wilde (FRA)  | NT     | Nu a terminat cursa de 10.000 m | Nu a terminat cursa de 10.000 m | Nu a terminat cursa de 10.000 m | Nu a terminat cursa de 10.000 m | Nu a terminat cursa de 10.000 m |